# إيرانييه
إيرانييه هي بلدية فرنسية تقع في إقليم فال دواز التابع لمنطقة إيل دو فرانس. وتسمى أيضا إيرانييه سور واز لتمييزها عن  إيرانييه سور ايبت